# Tetramesa stipicola
Tetramesa stipicola is een vliesvleugelig insect uit de familie Eurytomidae. De wetenschappelijke naam is voor het eerst geldig gepubliceerd in 1936 door Phillips.